# Metacatharsius parcepunctatus
Metacatharsius parcepunctatus là một loài bọ cánh cứng trong họ Bọ hung (Scarabaeidae).